# Gmina Sadów
Gmina Sadów byla vesnická gmina, která existovala v letech 1945–1954 ve vojvodství slezském, katovickém a stalinohradském nyní Slezské vojvodství v Polsku. Sídlem gminy byl Sadów.
Gmina Sadów vznikla v prosinci 1945 v okrese Lubliniec v Slezském vojvodství (śląsko-dąbrowskim). K 1. lednu 1946 gmina se skládala z 5 gromad: Sadów, Droniowice, Harbułtowice, Rusinowice i Wierzbie. Dne 6. července 1950 byl změněn název Slezského vojvodství na katovické a 9. března 1953 na Stalinohradské vojvodství. K 1. červenci se gmina skládala z 5 gromad: Droniowice, Harbułtowice, Rusinowice, Sadów i Wierzbie. Gmina byla zrušena 39. září 1954 spolu s reformou, která zaváděla gminy místo gromad. Jednotky nebyly obnoveny 1. ledna 1973 spolu s další reformou obnovující gminy.